# گراف مکمل

گراف پترسن (در سمت چپ) و گراف مکمل آن (در سمت راست).

در نظریه گراف، مکمّل یا معکوس گراف G، گراف H با رئوس یکسان است به طوری‌که دو رأس متمایز H مجاورند اگر و فقط اگر آن دو راس در G مجاور نباشند. به این معنا که برای تولید مکمل یک گراف، تمام یال‌های غایب مورد نیاز برای تشکیل یک گراف کامل اضافه می‌شوند و تمام یال‌هایی که قبلاً وجود داشتند حذف می‌گردند.

## تعریف
فرض کنید G = (V, E) یک گراف ساده باشد و K مجموعهٔ تمام زیرمجموعه‌های ۲-عضوی V است. در این صورت، H = (V, K \ E) گرافِ مکمّلِ گرافِ Gست، که در آن K \ E متمم نسبی E در K است. برای گراف‌های جهت‌دار، می‌توان مکمَل را به همین شکل تعریف کرد؛ یعنی به عنوان یک گراف جهت‌دار با مجموعه رئوس یک‌سان با استفاده از مجموعهٔ تمام زوج مرتب‌های ۲-عضوی از V به عنوان K در عبارت مذکور.